# Azhdarcho lancicollis
Azhdarcho lancicollis (podle názvu draka v uzbecké mytologii) byl druh azdarchidního pterodaktyloidního ptakoještěra, který žil v období svrchní křídy (geologický věk turon, asi před 90 miliony let) na území dnešního Uzbekistánu (souvrství Bissekty).

## Historie
Z tohoto pterosaura jsou známé fragmentární pozůstatky, především pak charakteristické krční obratle. Ty objevil paleontolog L. A. Nessov v poušti Kyzylkum během expedic z let 1974–1981. Z tohoto souvrství jsou známé také početné fosilie dinosaurů a dalších jejich současníků.